# USS Scorpion (SS-278)
USS Scorpion (SS-278) – amerykański okręt podwodny typu Gato, pierwszego masowo produkowanego wojennego typu amerykańskich okrętów podwodnych. Zaprojektowany w konstrukcji częściowo dwukadłubowej, uzbrojony był w 24 torpedy Mark XIV i Mark 18 wystrzeliwane z sześciu wyrzutni torpedowych na dziobie oraz czterech wyrzutni rufowych. Układ napędowy tych okrętów stanowiły cztery generatory elektryczne napędzane przez silniki Diesla o mocy 5400 shp oraz cztery silniki elektryczne o mocy 2700 shp, napędzające dwa wały napędowe ze śrubami. Maszynownia okrętu podzielona była za pomocą wodoszczelnej grodzi, zaś kadłub został wzmocniony w celu zwiększenia testowej (konstrukcyjnej) głębokości zanurzenia okrętu do 300 stóp (91 metrów) względem przedwojennego standardu wynoszącego 250 stóp.